# Michael Osterheider
Michael Osterheider  (* 3. Februar 1956 in Düsseldorf) ist ein deutscher Psychiater und gilt als Experte auf dem Gebiet der Pädokriminalität. Er ist ehemaliger Professor für Forensische Psychiatrie an der Universität Regensburg.

## Leben
Michael Osterheider schloss 1974 seine Schulausbildung mit dem Abitur am Städtischen Rethel-Gymnasium in Düsseldorf ab. Anschließend leistete er Grundwehrdienst und nahm 1975 das Studium der Medizin auf, das ihn an die Universitäten Düsseldorf, Köln und Essen führte. Die Approbation erhielt er im Mai 1982 in Essen.
Begleitend studierte Osterheider an der Universität-Gesamthochschule Essen von 1976 bis 1979 Literaturwissenschaften.
1986 wurde Osterheider promoviert zum Thema Interferenz-Phänomen und topografische EEG-Faktoren und beendete seine Weiterbildung zum Facharzt für Psychiatrie und Psychotherapie. Von Mai 1987 bis Dezember 1994 war er als Oberarzt und wissenschaftlicher Mitarbeiter an der Universitäts-Nervenklinik Würzburg bei Helmut Beckmann tätig.
Von Januar 1995 bis Dezember 1997 leitete Osterheider als Ärztlicher Direktor das Westfälische Zentrum für Psychiatrie und Psychotherapie in Paderborn, das zugleich ein Akademisches Lehrkrankenhaus der Universität Münster ist. Im Januar 1998 übernahm Osterheider die Leitung des Westfälischen Zentrums für Forensische Psychiatrie (WZFP) in Lippstadt–Eickelborn. Im Mai 2004 erhielt er einen Ruf als Professor (C3) für Forensische Psychiatrie an die Universität Regensburg.
Im Jahr 2010 nahm er als Experte am Runden Tisch Kindesmissbrauch in Berlin teil (in der Arbeitsgruppe III "Forschung und Lehre"). Osterheider sieht den Zölibat in diesem Zusammenhang kritisch.
Nach widersprüchlichen Aussagen im Kriminalfall Höxter wurde Osterheider wegen „grob schlampiger Arbeit“ als Gutachter ersetzt.
Osterheider wurde im Jahre 2019 erkrankungsbedingt in den Ruhestand versetzt.